# تشارلز برتراند
تشارلز برتراند (بالفرنسية: Charles Eugène Bertrand)‏ (و. 1851 – 1917 م) هو عالم نبات، وإحاثي، من فرنسا، ولد في باريس، توفي عن عمر يناهز 66 عاماً.

## جوائز
حصل على جوائز منها:
- وسام السعفات الأكاديمية من رتبة فارس
- وسام جوقة الشرف من رتبة فارس.